# Titanoeca caucasica
Titanoeca caucasica är en spindelart som beskrevs av Peter Mikhailovitch Dunin 1985. Titanoeca caucasica ingår i släktet Titanoeca och familjen stenspindlar.
Artens utbredningsområde är Azerbajdzjan. Inga underarter finns listade i Catalogue of Life.